# 卡尔帕乔生肉片
卡尔帕乔（義大利語：Carpaccio，發音：[karˈpattʃo]）是一道由肉或鱼（例如牛肉、犊牛肉、鹿肉、鲑鱼或金枪鱼）制成的菜肴，通常切或捶打成薄片并生吃，通常是开胃菜。1950年由朱塞佩·奇普里亚尼在意大利威尼斯的哈利酒吧发明，随后流行开来。卡尔帕乔最初只是生牛肉片，配有柠檬、橄榄油和白松露或帕馬森乾酪。后来，也指其他生肉或生鱼的菜肴，切薄并配以柠檬或醋、橄榄油、盐和黑胡椒，以及如芒果或菠萝等水果。

## 历史
这道菜起源于皮埃蒙特大区的特色菜肴阿爾巴生肉片，是哈利酒吧的创始人朱塞佩·奇普里亚尼在1950年发明的。当时他得知阿马利亚·纳尼·莫契尼戈伯爵夫人的医生建议她吃生肉，于是发明了这道菜。其意文名Carpaccio是来自威尼斯画家维托雷·卡尔帕乔的名字，因他的作品以红白色调闻名，与这道菜的颜色类似。

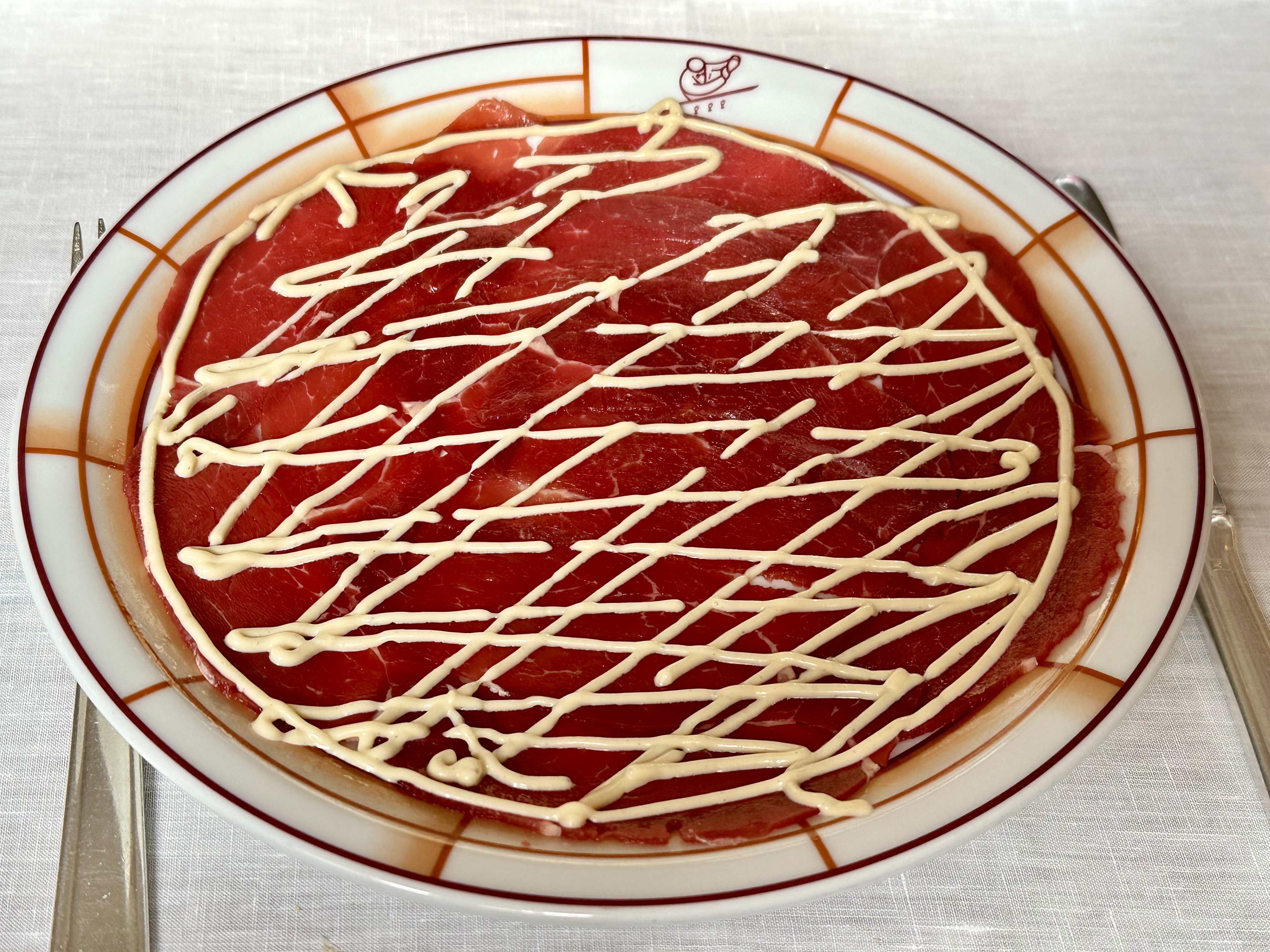
奇普里亚尼的卡尔帕乔，薄片生牛肉淋上蛋黄酱，供应于哈利酒吧（2024年，威尼斯）

## 延伸阅读
- Hierro, Eva; Ganan, Monica; Barroso, Elvira; Fernández, Manuela. . International Journal of Food Microbiology. 2012, 158 (1): 42–8. PMID 22795799. doi:10.1016/j.ijfoodmicro.2012.06.018.
- de Alba, María; Bravo, Daniel; Medina, Margarita. . Meat Science. 2012, 92 (4): 823–8. PMID 22863078. doi:10.1016/j.meatsci.2012.07.008.
- Vaudagna, S. R.; Gonzalez, C. B.; Guignon, B.; Aparicio, C.; Otero, L.; Sanz, P.D. . Meat Science. 2012, 92 (4): 575–81. PMID 22749447. doi:10.1016/j.meatsci.2012.06.002. hdl:10261/82066 .
- Bravo, Daniel; de Alba, María; Medina, Margarita. . Food Microbiology. 2014, 41: 27–32. PMID 24750810. doi:10.1016/j.fm.2014.01.010.